# Antonio Vigil
José Antonio Vigil Manrique de Lara (Chota, Corregimiento de Cajamarca, Imperio español; 1782-República del Perú; 30 de septiembre de 1872) fue un militar peruano con destacada participación en las guerras de independencia hispanoamericana y en los sucesos políticos del siglo XIX de la república del Perú.
Nació en la aldea de Chota (provincia de Cajamarca).
Durante la independencia americana se mantuvo en el bando español.
Fue paje del virrey José Fernando Abascal.
En 1809 tomó parte en la represión de las revoluciones de Chuquisaca y La Paz.
Formó parte de la primera plantilla de oficiales del Ejército Real del Perú.
Enfrentó a las fuerzas independentistas en
- la batalla de Cotagaita (27 de octubre de 1810),
- la batalla de Suipacha (7 de noviembre de 1810),
- la batalla de Huaqui (20 de junio de 1811),
- la batalla de Vilcapugio (1 de octubre de 1813) y
- la batalla de Ayohúma (14 de noviembre de 1813).[1]

En febrero de 1815 sorprendió en el camino de la Hacienda de Tejada (provincia de Jujuy) a Martín Rodríguez y lo tomó prisionero con toda su tropa.
El 17 de abril de 1815 fue derrotado por Francisco Fernández de la Cruz en Puesto del Marqués (Jujuy).
En el año 1816 fue nombrado coronel del regimiento de Cazadores.
Durante la invasión de 1817, combatió en El Bañado y Salta.
Entre 1817 y 1818 fue nombrado gobernador de la provincia de Tarija hasta 1820. El 18 de mayo de 1818, una partida al mando de Juan Antonio Rojas lo venció en Las Salinas (Jujuy).
En 1820 regresó nuevamente a Jujuy y Salta bajo las órdenes del español Juan Ramírez Orozco.
Combatió contra los independentistas peruanos y argentinos en el Alto Perú bajo las órdenes de Pedro Antonio Olañeta hasta el año 1823. El general español Gerónimo Valdés lo nombró de manera interina en 1824, presidente de la Real Audiencia de Charcas y gobernador y comandante general de intendencia de Charcas (hoy departamento de Bolivia).
Fue el último gobernante «americano realista» de Charcas, hasta los sucesos de Junín y Ayacucho.
Combatió con lealtad en el Ejército realista hasta el 9 de diciembre de 1824, en que ―bajo el mando de José de Canterac― luchó en la batalla de Ayacucho y asistió a la capitulación. Al terminarse el Ejército realista en América, Vigil pasó a prestar servicios en el ejército peruano.
Fue uno de los jefes realistas más prestigioso entre propios y enemigos.
En 1836 ―a los 54 años de edad― fue nombrado general de la República del Perú. Participó en la batalla de Socabaya bajo las órdenes de Santa Cruz, donde derrotaron al presidente peruano  Felipe Salaverry. Se afirma que Vigil fue jefe superior del Estado Nor-Peruano durante la presidencia de José de la Riva Agüero. Más tarde se mantuvo leal al gobierno de José Rufino Echenique, combatiendo en la batalla de La Palma a los revolucionarios encabezados por  Ramón Castilla. Luego participó en el ataque al Callao de 1857, bajo las órdenes del rebelde Manuel Ignacio de Vivanco y contra el gobierno provisorio de Ramón Castilla. Falleció de una pulmonía en el año 1872 (a los 90 años aproximadamente).